# Raúl Berzosa
Juan Raúl Berzosa Fernández (Málaga, 20 de abril de 1979) é um pintor espanhol realista e de temas religiosos. Especializou-se em pinturas de temática teológica que retratam vários relatos bíblicos do Antigo e do Novo Testamentos, sempre com grande naturalismo. Atualmente é considerado o melhor pintor espanhol do gênero.

## Biografia e trabalho
Raúl Berzosa Fernández nasceu em Málaga em 20 de abril de 1979 em uma família católica e estudou no Colégio dos Irmãos Maristas do Bairro La Victoria, de Málaga. No final dos anos 1990, ele começou seu treinamento com diferentes professores locais. Sua vocação para a pintura religiosa também o levou, desde muito jovem, a pintar este tema, embora as suas primeiras obras independentes e autodidatas tenham sido de vários temas, especialmente marinas.
Sua primeira incursão pública no campo da pintura religiosa foi o pôster Cofradía del Rocío da Semana Santa do ano 2000 aos 19 anos. De agora em diante, proliferaria em cartazes de confrarias e em encomendas privadas de retratos e temas locais. Em 2006, ele fez sua primeira colaboração com o Sur de Málaga (jornal local de Málaga), sendo um dos pintores selecionados para uma promoção de postais natalinos.
Em 2007 pintou a capela de Jesús de la Puente del Cedrón, da Irmandade de La Paloma. Mais tarde chegariam as ordens para o templo da Irmandade dos Ciganos de Sevilha, gerida pela Duquesa de Alba, a decoração pictórica da Igreja de San Filipe Néri de Málaga e cartazes de grande qualidade e responsabilidade como o junho Eucarístico de Sevilha de 2009, a conferência Mater Dei em Málaga  de 2013, o pôster oficial da Semana Santa em Sevilha em 2015   e o da Semana Santa de Málaga em 2017.
Em setembro de 2014 produziu o cartaz para a Coroação Canônica da Virgen del Rocío, tornando-se no dia 19 de setembro de 2014 - o dia da apresentação da pintura - pela primeira vez em sua carreira artística no Trending topic em todo o país. Esta última pintura foi utilizada pela Sociedad Estatal Correos y Telégrafos e pela Lotarias e Jogos de Azar para emitir um selo e um décimo por ocasião da coroação da Virgem. 
Ele também executou obras sagradas para Estados Unidos com a realização de uma Anunciação de grande formato para Fargo (Dakota do Norte) e várias pinturas de caráter eucarístico para a coleção "Faces of the Christ".
Em outubro de 2015 foi recebido em audiência pelo Papa Emérito Bento XVI. 
Em novembro de 2015 a Cidade do Vaticano emitiu um selo ilustrado com pinturas de Raúl Berzosa em comemoração ao quinto centenário do nascimento da Santa Teresa de Jesus e São Felipe Neri.
Em novembro de 2016, a Santa Sé encomendou uma pintura para figurar no selo do 80º aniversário do Papa Francisco.  Em dezembro de 2016 teve a oportunidade de apresentar no Vaticano ao Papa o significado de sua pintura, expressando sua santidade de que 'ele gostou muito'. A pintura original está depositada no museu de arte do Vaticano.

## Formação
Ele estudou Educação Geral Básica e Educação Secundária na Escola Nuestra Señora de la Victoria dos Irmãos Maristas em Málaga. Se licenciou Doutor em História da Arte pela Universidade de Málaga e obteve o Certificado de Aptidão Pedagógica também na Universidade Malacitana.

## El Oratorio de Santa María Reina y Madre
Situado na Praça Virgen de las Penas em Málaga, é um templo de construção recente (2008). Abriga as imagens de Cristo da Agonia e Santa Maria de Las Penas, detentores da Irmandade de Penas de Málaga. A decoração pictórica do interior é do pintor de Málaga Raúl Berzosa, foi executada em diferentes etapas desde 2008, sendo a última parte a decoração do forro concluída em setembro de 2014. As pinturas colecionam um programa estudado iconográfico.
A iconografia do Oratório de Santa María Reina - Santa Maria Rainha é baseada nos "Triunfos", nas arcadas laterais se localiza o triunfo da Eucaristia sobre a idolatria; a Igreja sobre o pecado; da caridade sobre a ganância; do catolicismo nas heresias e da Santa Cruz na morte.
Nas paredes posteriores, duas placas pintadas aludem ao assentamento da primeira pedra do templo e à sua consagração. No coro baixo, o Triunfo do nome de Jesus IHS.
Na frente do templo os profetas Elias e Moisés flanqueiam o Agnus Dei e na abóbada do presbitério uma representação da exaltação do nome de Deus (Tetragrámaton). O teto do Oratório com dimensões de aproximadamente 140 m² é dedicado à Coroação da Virgem Maria.. O conjunto de pinturas murais foi feito com a técnica do acrílico na parede enquanto as telas foram feitas com a técnica do óleo sobre linho.

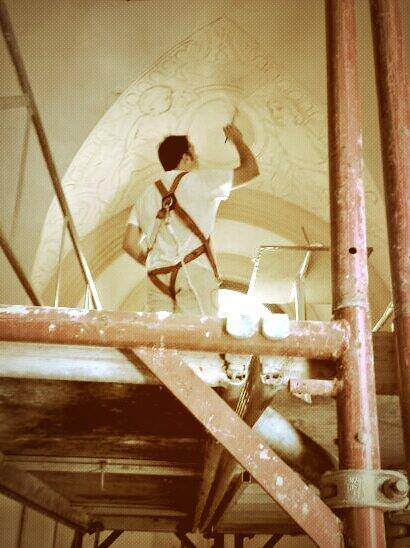
Raúl Berzosa ejecutando el techo del oratorio (2014).

## Distinções
- No ano de 2003 lhe foi concedido Escudo de Oro do Hospital Civil de Málaga.
- No ano de 2006 foi nomeado Hermano Predilecto da Archicofradía de la Expiración de Málaga.[11]
- No ano de 2011 recebe o Galardón Onda Azul Juventud Cofrade de Málaga.[12]
- No ano de 2012 lhe foi concedido Escudo de Oro da Cofradía de las Penas de Málaga.
- No ano de 2012 recebe o prêmio Pintor del año 2011 entregue pela Asociación de Escritores de Málaga.
- No ano de2014 recebe a Insignia de Oro da Cofradía del Cautivo de Málaga.
- No ano de 2017 recebe o Escudo de Oro de la Cofradía del Rocío de Málaga.
- No ano de 2018 recebe a Cruz de honor de la Cruz Fidelitas do Arzobispado Castrense de España.
- No ano de 2019 recebe a nomeação de Académico Honorario da Pontifícia e Insigne Academia dos Virtuosos do Panteão em Roma.

## Galeria

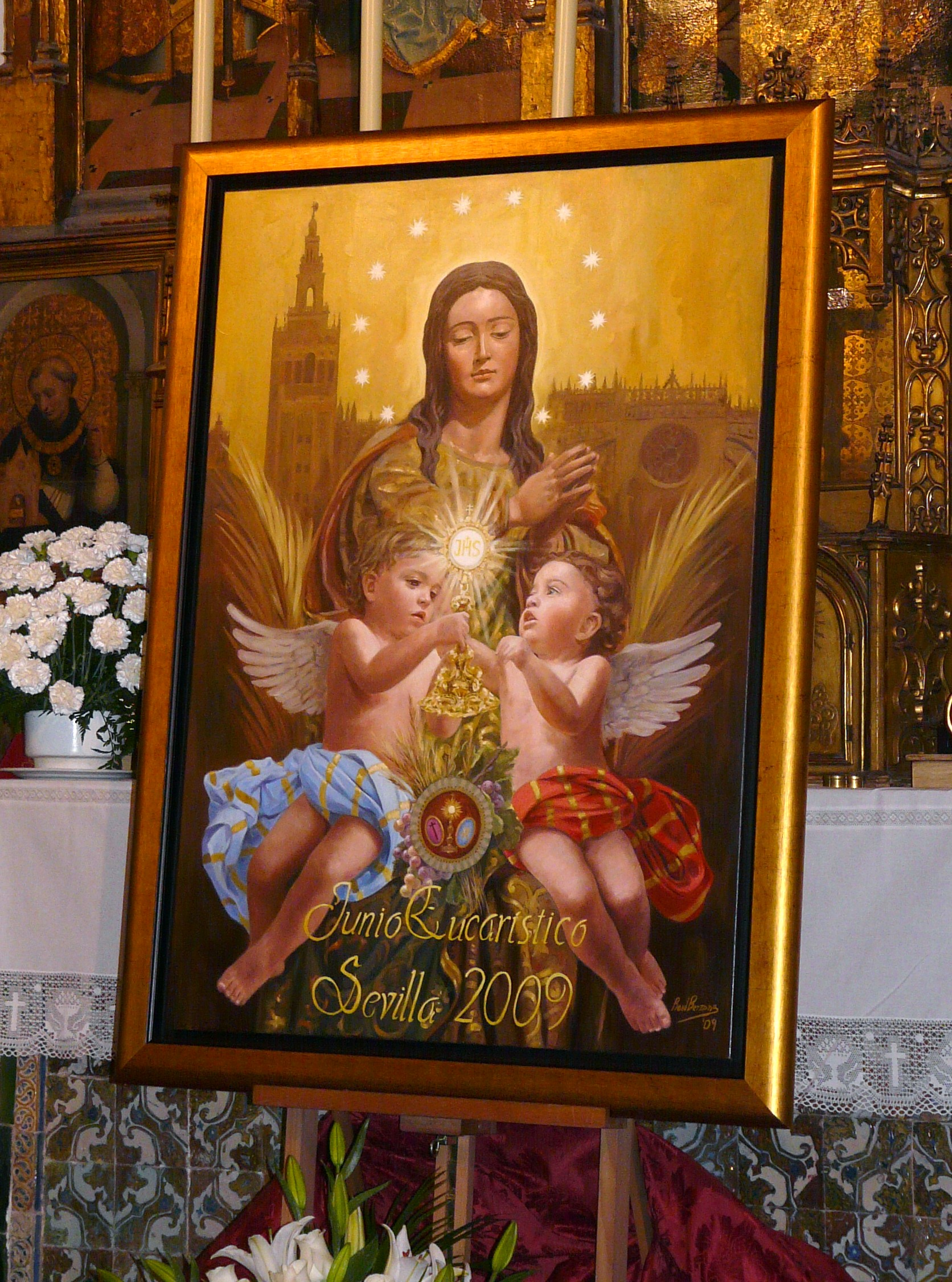
Pintura que serviu para ilustrar o cartaz do Junio Eucarístico de Sevilla no año de 2009.
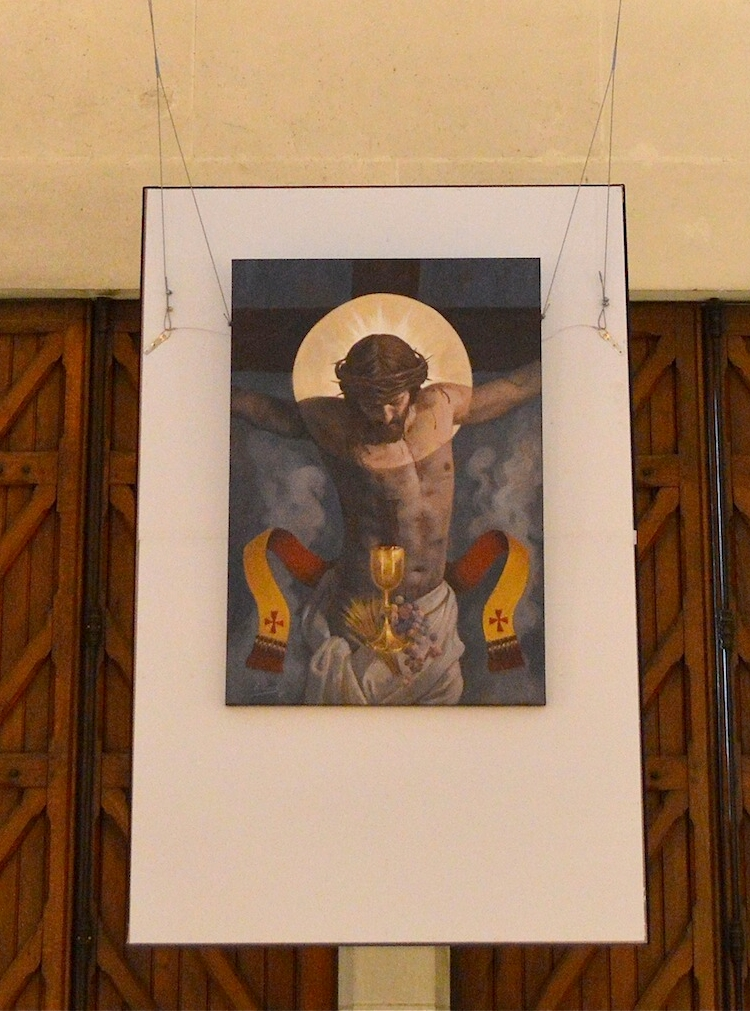
Cristo Eucarístico em exposição francesa.
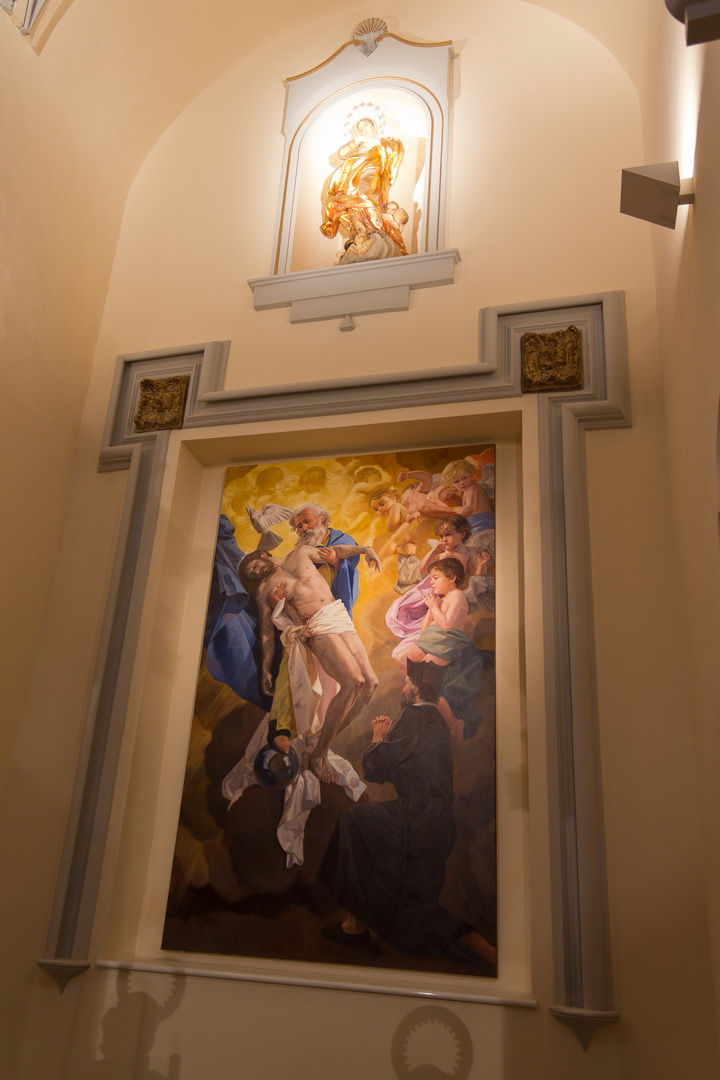
Pintura de São Filipe Néri atrás do altar da igreja de mesmo nome.
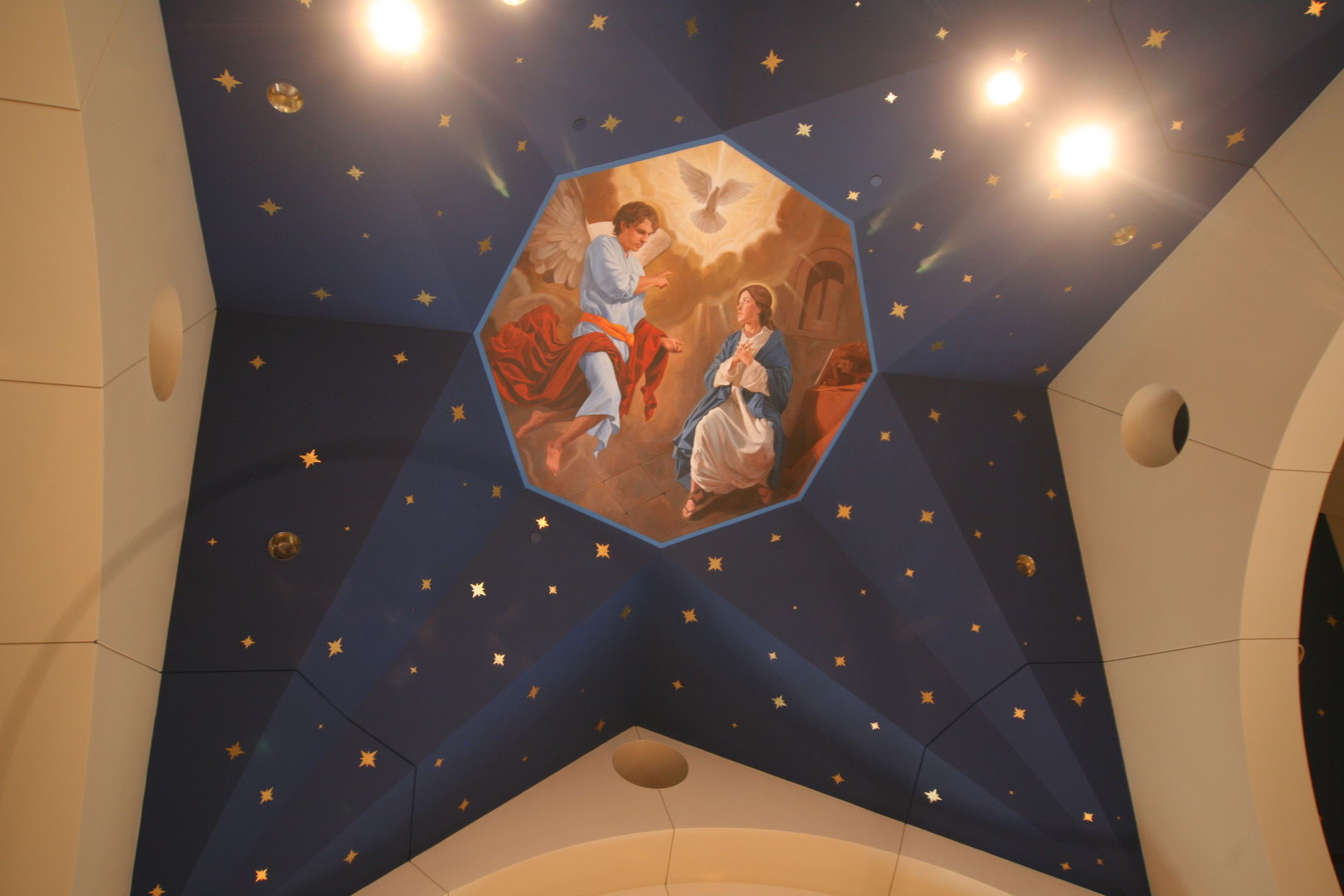
Detalhe do centro da Capela de Adoração de Guadalupe em Fargo com a pintura "Anunciación" de Raúl Berzosa (Dakota do Norte, Estados Unidos).